# Choriplacidae
Choriplacidae is een familie keverslakken.

## Kenmerken
Het lichaam is gestrekt, tot 30 millimeter lang. De soort heeft een vlezige zoom, met microscopisch kleine stekeltjes. De dieren vertonen een gereduceerde schelplaag met transparante bovenlaag.

## Verspreiding en leefgebied
Deze familie leeft aan de oostkust van Australië. Ze leven uitsluitend in diep water en bewonen gezonken hout dat hen ook tot voedsel dient.

## Geslacht
- Choriplax Pilsbry, 1894